# كلوفيس لاكروا
كلوفيس لاكروا (بالإنجليزية: Clovis Lacroix)‏ هو دراج فرنسي.

## روابط خارجية
- كلوفيس لاكروا على موقع أرشيف الدراجات (الإنجليزية)
- كلوفيس لاكروا على موقع إحصائيات الدراجات الإحترافية (الإنجليزية)